# Carla J. Shatz
Carla J. Shatz (ur. 1947) – amerykańska neurobiolog, członkini Amerykańskiej Akademii Sztuk i Nauk, Amerykańskiego Towarzystwa Filozoficznego, National Academy of Sciences i National Academy of Medicine.
Jako pierwsza kobieta uzyskała doktorat z neurobiologii na Uniwersytecie Harvarda.

## Publikacje (wybór)
- 1984: Prenatal development of individual retinogeniculate axons during the period of segregation[4]
- 1989: Subplate neurons pioneer the imię axon pathway from the cerebral cortex[5]
- 1990: Requirement for subplate neurons in the formation of thalamocortical connections[6]
- 1991: Synchronous bursts of action potentials in ganglion cells of the developing mammalian retina[7]
- 1992: Involvement of subplate neurons in the formation of ocular dominance columns[8]
- 1995: Early functional neural networks in the developing retina[9]
- 1996: Synaptic Activity and the Construction of Cortical Circuits[10]
- 1998: Competition in Retinogeniculate Patterning Driven by Spontaneous Activity[11]
- 1998: Activity-Dependent Cortical Target Selection by Thalamic Axons[12]
- 1999: Dynamics of Retinal Waves Are Controlled by Cyclic AMP[13]
- 2000: Functional Requirement for Class I MHC in CNS Development and Plasticity[14]
- 1991: Development of the Visual System[15]
- 2002: An Instructive Role for Retinal Waves in the Development of Retinogeniculate Connectivity[16]
- 2003: Role of Subplate Neurons in Functional Maturation of Visual Cortical Columns[17]
- 2004: Immune signalling in neural development, synaptic plasticity and disease[18]
- 2005: Multiple periods of functional ocular dominance plasticity in mouse visual cortex[19]
- 2006: Subplate Neurons Regulate Maturation of Cortical Inhibition and Outcome of Ocular Dominance Plasticity[20]
- 2006: PirB Restricts Ocular-Dominance Plasticity in Visual Cortex[21]
- 2006: Effects of visual experience on activity-dependent gene regulation in cortex[22]
- 2007: Regulation of CNS synapses by neuronal MHC class I[23]
- 2007: A Burst-Based „Hebbian” Learning Rule at Retinogeniculate Synapses Links Retinal Waves to Activity-Dependent Refinement[24]
- 2008: PirB is a Functional Receptor for Myelin Inhibitors of Axonal Regeneration[25]
- 2009: H2-Kb and H2-Db regulate cerebellar long-term depression and limit motor learning[26]
- 2009: Co-regulation of ocular dominance plasticity and NMDA receptor subunit expression in glutamic acid decarboxylase-65 knock-out mice[27]
- 2009: MHC Class I: An Unexpected Role in Neuronal Plasticity[28]
- 2009: Synaptogenesis in Purified Cortical Subplate Neurons[29]
- 2009: Classical MHCI Molecules Regulate Retinogeniculate Refinement and Limit Ocular Dominance Plasticity[30]
- 2012: Neuroprotection from Stroke in the Absence of MHCI or PirB[31]
- 2012: Synaptic Plasticity Defect Following Visual Deprivation in Alzheimer’s Disease Model Transgenic Mice[32]
- 2013: Human LilrB2 Is a β-Amyloid Receptor and Its Murine Homolog PirB Regulates Synaptic Plasticity in an Alzheimer’s Model[33]
- 2013: PirB regulates a structural substrate for cortical plasticity[34]
- 2014: Synapse elimination and learning rules co-regulated by MHC class I H2-Db[35]